# Acelh
Acelh (italià Acceglio, piemontès Assèj) és un municipi italià, situat a la regió del Piemont. L'any 2007 tenia 167 habitants. Està situat a la Val Maira, dins de les Valls Occitanes. Limita amb els municipis d'Argentera, Blins, Canosio, L'Archa (Alps de l'Alta Provença), Maironas (Alps d'Alta Provença), Prazzo i Sant Pau d'Ubaia (Alps d'Alta Provença)

## Administració
| Període   | Identitat         | Partit        |
| --------- | ----------------- | ------------- |
| 2008-2013 | Riccardo Benvegnù | Llista cívica |
| 2013-     | Enrico Colombo    | Llista cívica |